# Gran Premi dels Estats Units del 2004
Resultats del Gran Premi dels Estats Units de Fórmula 1 de la temporada 2004, disputat al circuit de Indianàpolis el 20 de juny del 2004.

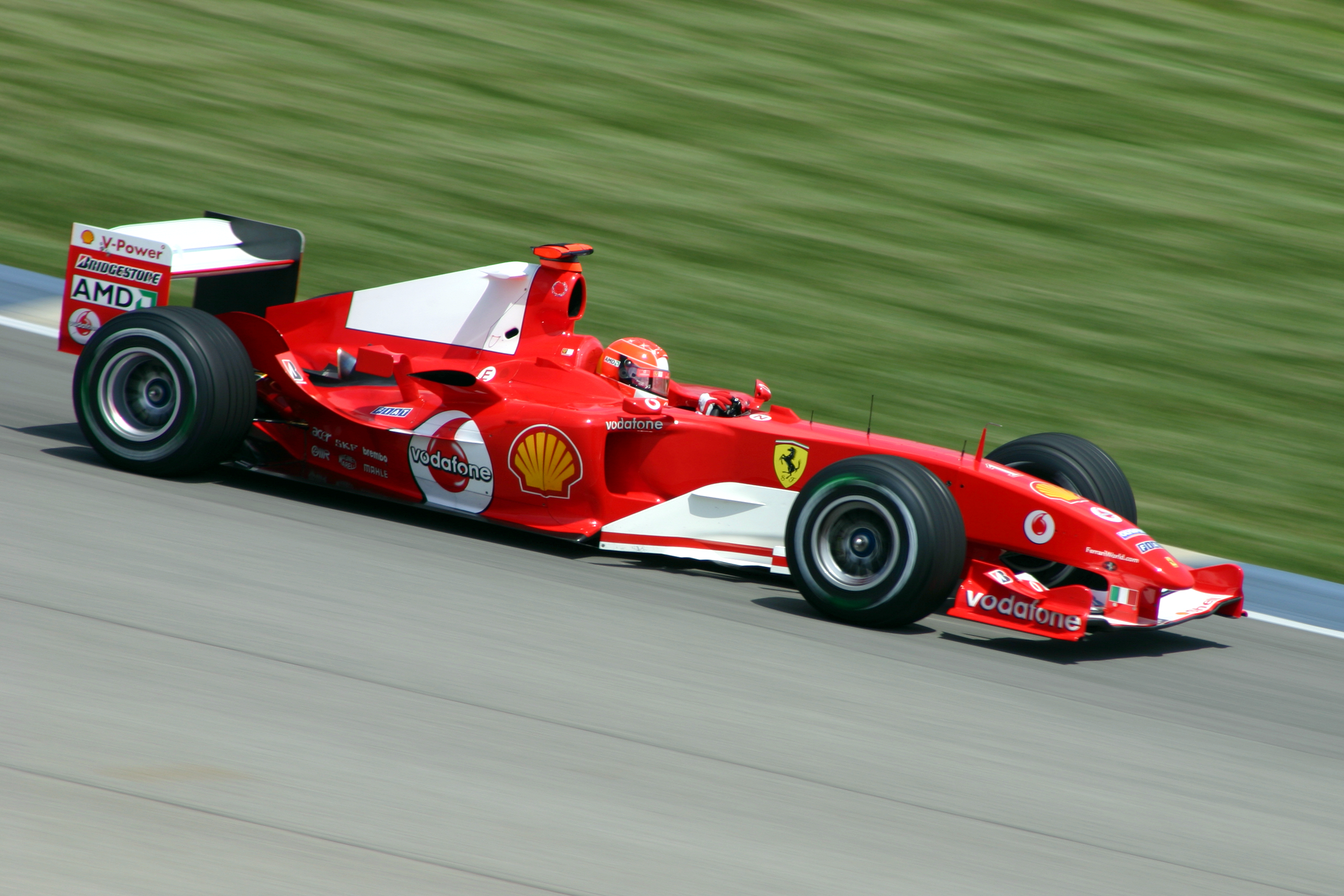
M. Schumacher al GP dels Estats Units'04

## Resultats de la cursa
| Pos | No | Pilot                | Equip              | Voltes | Temps/ Retir.      | Pos. de sort. | Punts |
| --- | -- | -------------------- | ------------------ | ------ | ------------------ | ------------- | ----- |
| 1   | 1  | Michael Schumacher   | Ferrari            | 73     | 1h 40' 29. 914     | 2             | 10    |
| 2   | 2  | Rubens Barrichello   | Ferrari            | 73     | + 2.950 s          | 1             | 8     |
| 3   | 10 | Takuma Sato          | BAR - Honda        | 73     | + 22.036 s         | 3             | 6     |
| 4   | 7  | Jarno Trulli         | Renault            | 73     | + 34.544 s         | 20            | 5     |
| 5   | 17 | Olivier Panis        | Toyota             | 73     | + 37.534 s         | 8             | 4     |
| 6   | 6  | Kimi Räikkönen       | McLaren - Mercedes | 72     | + 1 Volta          | 7             | 3     |
| 7   | 5  | David Coulthard      | McLaren - Mercedes | 72     | + 1 Volta          | 12            | 2     |
| 8   | 21 | Zsolt Baumgartner    | Minardi - Cosworth | 70     | + 3 Voltes         | 19            | 1     |
| 9   | 11 | Giancarlo Fisichella | Sauber - Petronas  | 65     | + 8 Voltes         | 14            |       |
| Ret | 14 | Mark Webber          | Jaguar - Cosworth  | 60     | Motor              | 10            |       |
| DSQ | 3  | Juan Pablo Montoya   | Williams - BMW     | 57     | Desqualificat      | 5             |       |
| Ret | 18 | Nick Heidfeld        | Jordan - Ford      | 40     | Motor              | 16            |       |
| Ret | 9  | Jenson Button        | BAR - Honda        | 26     | Caixa canvi        | 4             |       |
| Ret | 16 | Cristiano da Matta   | Toyota             | 17     | Caixa canvi        | 11            |       |
| Ret | 4  | Ralf Schumacher      | Williams - BMW     | 9      | Punxada / Accident | 6             |       |
| Ret | 8  | Fernando Alonso      | Renault            | 8      | Punxada / Accident | 9             |       |
| Ret | 15 | Christian Klien      | Jaguar - Cosworth  | 0      | Accident           | 13            |       |
| Ret | 12 | Felipe Massa         | Sauber - Petronas  | 0      | Accident           | 15            |       |
| Ret | 19 | Giorgio Pantano      | Jordan - Ford      | 0      | Accident           | 17            |       |
| Ret | 20 | Gianmaria Bruni      | Minardi - Cosworth | 0      | Accident           | 18            |       |

## Altres
- Pole: Rubens Barrichello 1' 10. 223

- Volta ràpida: Rubens Barrichello 1' 10. 339 (a la volta 7)